# 国際連合安全保障理事会決議233
国際連合安全保障理事会決議233（こくさいれんごうあんぜんほしょうりじかいけつぎ233、英: United Nations Security Council Resolution 233）は、1967年6月6日に国際連合安全保障理事会で採択された決議である。第三次中東戦争に関係する。
戦争が勃発した中東の情勢に関するウ・タント国際連合事務総長の口頭報告を踏まえ、安保理は当事国に対してすべての軍事行動の即時停止のための方策を講じるように求め、事務総長に対して迅速に現在の情勢について継続して報告するように求めた。
この決議は議論なく全会一致で採択された。